# Fjelltronen
Fjelltronen – jedyny solowy album Sigurda Wongravena, znanego jako Satyr z zespołu Satyricon, sygnowany Jego samym nazwiskiem. Album był nagrywany w Waterfall studios, od lutego, do kwietnia 1995 i w tym samym roku wydany przez Moonfog Productions. Wydawnictwo to, jest mieszanką średniowiecznego folku i ambientu.

## Lista utworów
1. Del 1: Det Var En Gang Et Menneske 16:33
2. Del 2: Over Ødemark 3:12
3. Del 3: Opp Under Fjellet Toner En Sang 1:24
4. Del 4: Tiden Er En Stenlagt Grav 8:07
5. Del 5: Fra Fjelltronen 3:21

## Twórcy
- Sigurd "Satyr" Wongraven - wokal, gitara akustyczna, gitara basowa, efekty, syntezatory
- Vegard "Ihsahn" Tveitan - fortepian, syntezatory
- Hans K. K. Sørensen - perkusja